# 106 (число)
106 (Сто шість) — натуральне число між 105 та 107.

## У науці
- Атомний номер сіборгію

## В інших областях
- 106 рік, 106 до н. е.
- ASCII-код символу «j»
- «Поморські відповіді» відповідають на 106 питань
- Мессьє 106 — галактика в сузір'ї Гончих Псів
- NGC 106 — галактика в сузір'ї Риб
- 106 — телефонний номер служби порятунку в Австралії
- Peugeot 106 — марка легкового автомобіля
- 106 символів — максимальна довжина імені файлу у файловій системі Joliet